# Wapen van Aalsum

Wapen van Aalsum

Het wapen van Aalsum is het dorpswapen van het Nederlandse dorp Aalsum, in de Friese gemeente Noardeast-Fryslân. Het wapen werd in 1988 geregistreerd.

## Beschrijving
De blazoenering van het wapen luidt als volgt:
Linksgeschuind van azuur en zilver; over alles heen een achtspakig rad van het een in het ander, in het azuur vergezeld van een ster van goud en in het zilver van een lelie van azuur.
De heraldische kleuren zijn: azuur (blauw), zilver (zilver) en goud (goud).

## Symboliek
- Schuine tweedeling: evenals de kleurstelling overgenomen van het wapen van Oostdongeradeel, de gemeente waar het dorp eertijds tot behoorde.[3]
- Rad: symbool voor de heilige Catharina van Alexandrië wier attribuut een rad is. Daarnaast verwijst het rad naar de radiale vorm van de terp van het dorp.[3]
- Gouden ster: ontleend aan het wapen van het geslacht Sirtema van Grovestins.[3]
- Blauwe fleur de lis: afkomstig van het wapen van de familie Van Mockema die hier de Mockemastate bewoonde.[3]

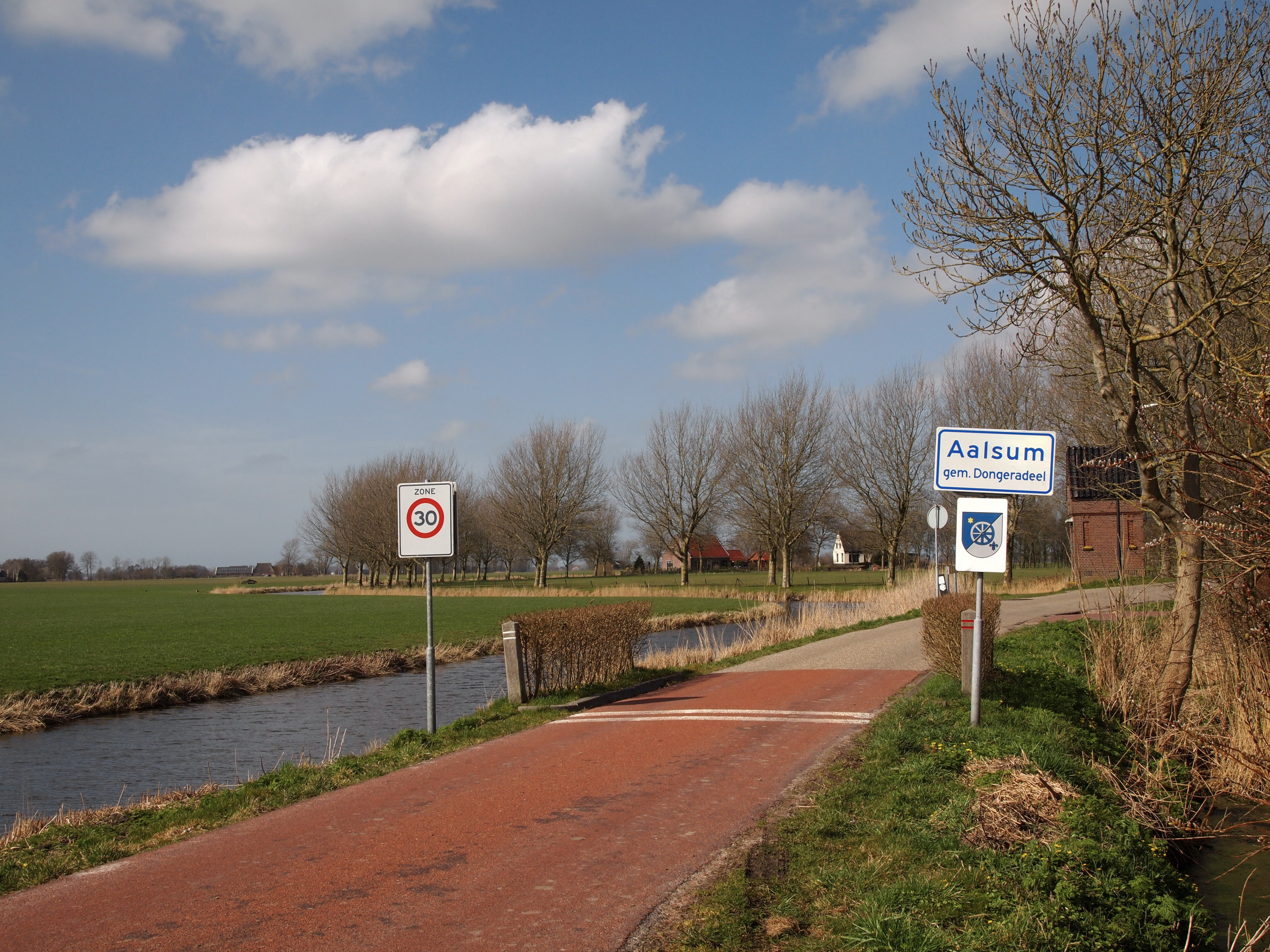
Het wapen van aangebracht onder het plaatsnaambord van Aalsum.

## Zie ook

Vlag van Aalsum